# Monti del Villgraten
I Monti del Villgraten (in tedesco Villgratner Berge) sono un gruppo montuoso delle Alpi Pusteresi. Si trovano in Austria (Tirolo) e in Italia (Provincia di Bolzano).

## Classificazione

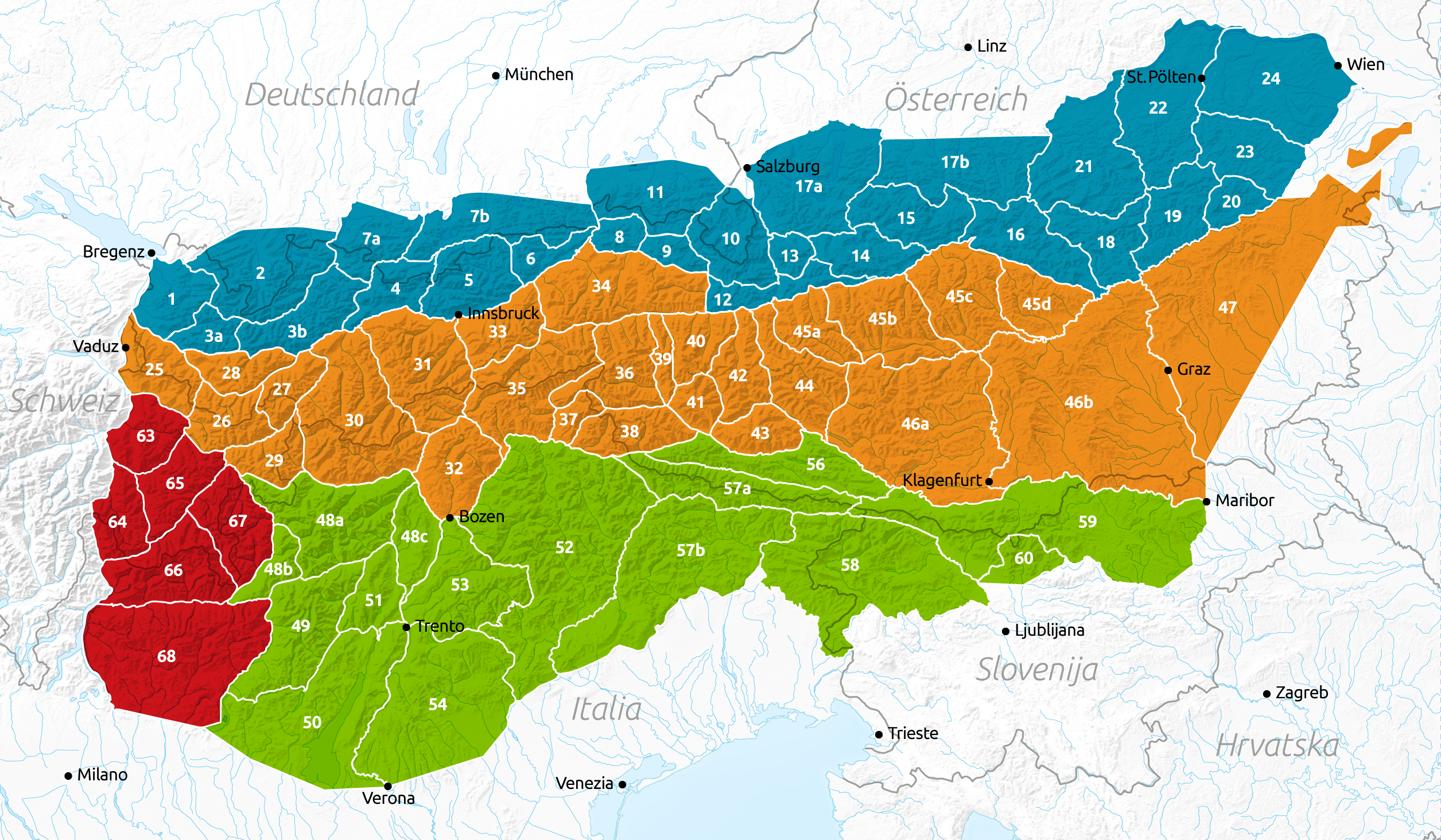
I Monti di Villgraten secondo l'AVE sono individuati dal numero 38.

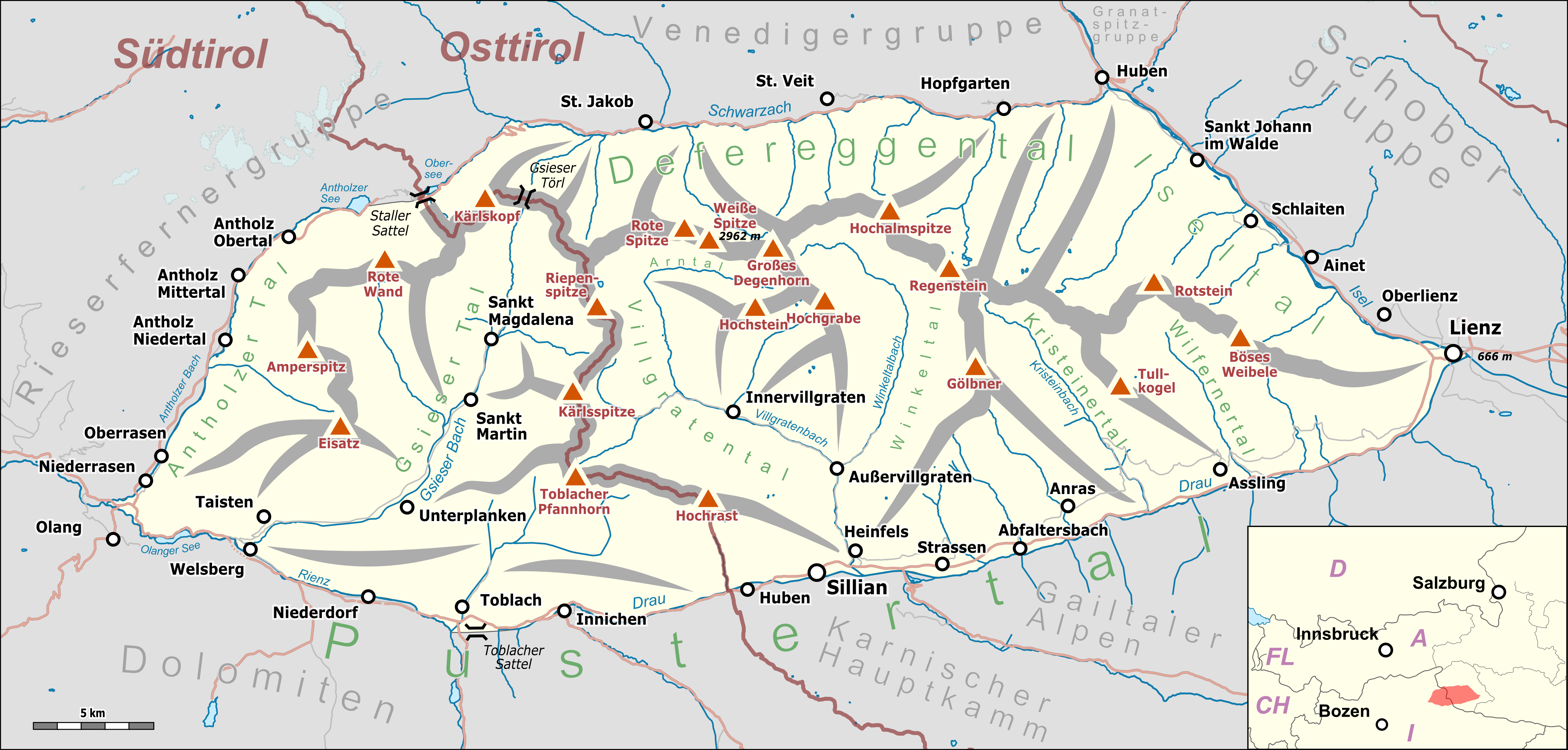
Cartina dettagliata del gruppo montuoso.

Secondo la SOIUSA i Monti del Villgraten sono un supergruppo con la seguente classificazione:
- Grande parte = Alpi Orientali
- Grande settore = Alpi Centro-orientali
- Sezione = Alpi dei Tauri occidentali
- Sottosezione = Alpi Pusteresi
- Supergruppo = Monti del Villgraten
- Codice = II/A-17.III-B

Secondo l'AVE costituiscono il gruppo n. 38 di 75 nelle Alpi Orientali.

## Suddivisione
Secondo la SOIUSA i Monti del Villgraten sono suddivisi in due gruppi e cinque sottogruppi:
- Monti di Casies (2)
  - Costiera Corno Fana-Croda Rossa (2.a)
  - Catena di Campo Bove (2.b)
  - Catena Campo Planca-Corno di Fana (2.c)
- Monti della Winkeltal (3)
  - Catena Weiße Spitze-Hochgrobe (3.a)
  - Catena del Regenstein (3.b)

## Vette

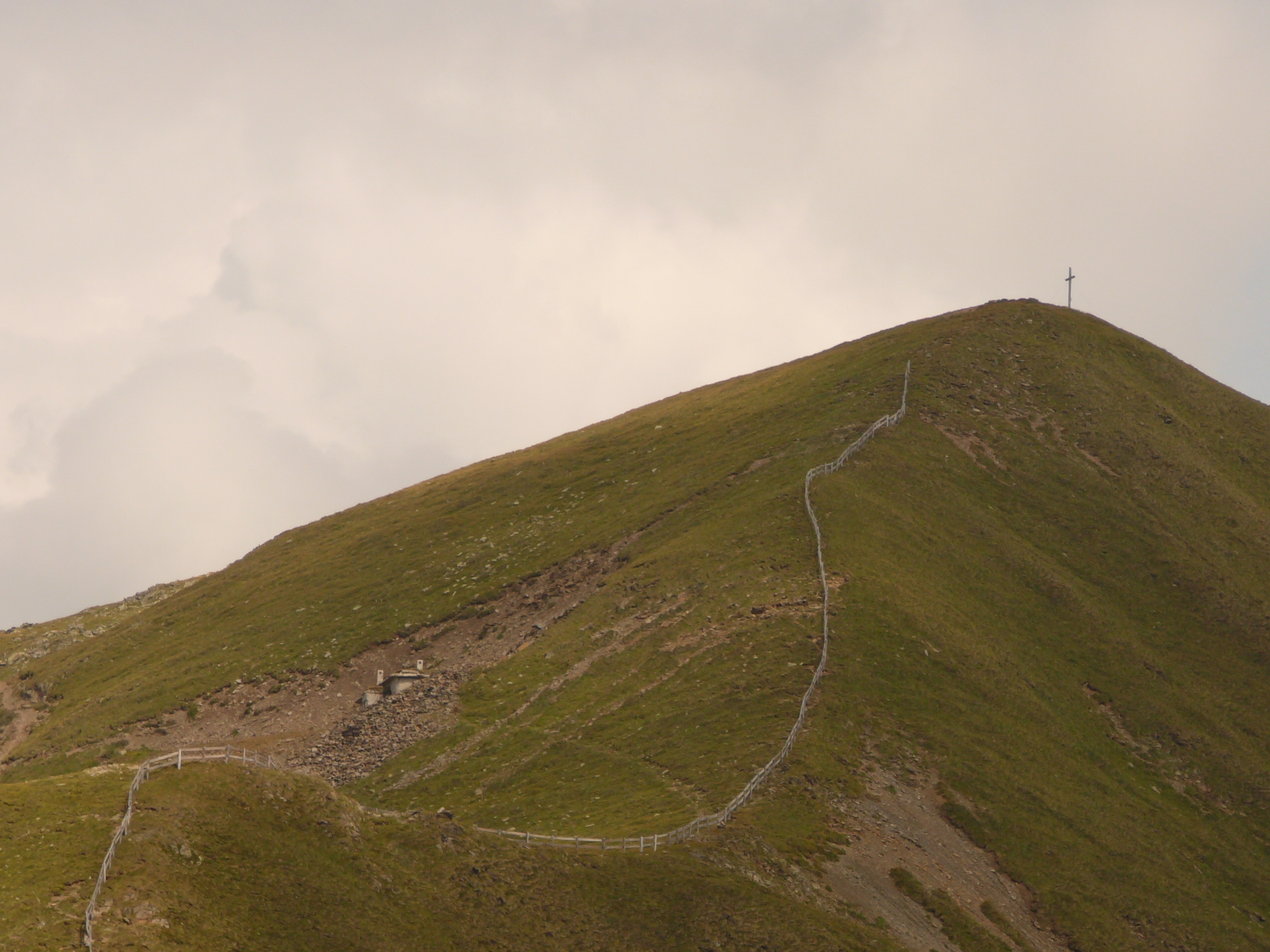
Corno di Fana

Le vette principali sono:
- Weiße Spitze - 2.962 m
- Rote Spitze - 2.956 m
- Hochgrabe - 2.951 m
- Degenhorn - 2.946 m
- Gölbner - 2.943 m
- Gumriaul - 2.918 m
- Hohe Storfen - 2.895 m
- Regenstein - 2.891 m
- Hochleitenspitze - 2.877 m
- Wagenstein Spitz - 2.849 m
- Corno di Fana - 2.663 m
- Cornetto di Confine - 2.545 m